# 9P/Tempel
La cometa Tempel 1, formalmente indicata 9P/Tempel, è una cometa periodica del Sistema solare, appartenente alla famiglia delle comete gioviane.
La cometa è stata visitata il 4 luglio 2005 dalla sonda Deep Impact della NASA, che ha colpito il nucleo cometario con un proiettile impattatore, ed è stata nuovamente visitata il 14 febbraio 2011 dalla sonda Stardust nell'ambito della missione Stardust-NExT.

## Storia osservativa

### La scoperta
La cometa fu scoperta il 3 aprile 1867 da Ernst Tempel, dall'osservatorio di Marsiglia.
Al momento della scoperta (designazioni 9P/1867 G1 e 1867 II), per la cometa fu calcolato un periodo orbitale di 5,68 anni. Fu successivamente osservata nel 1873 (9P/1873 G1, 1873 I, 1873a) e nel 1879 (1879 III, 1879b).
Nel 1881 la cometa transitò in prossimità di Giove, a 0,55 UA dal pianeta. L'orbita della cometa ne risultò mutata: il periodo orbitale aumentò a 6,5 anni e la distanza perielica aumentò di 50 milioni di chilometri, rendendo la cometa meno visibile dalla Terra. Le osservazioni fotografiche compiute durante il 1898 e il 1905 nel tentativo di rintracciare la cometa al ritorno al perielio furono infruttuose e gli astronomi supposero che la cometa si fosse disintegrata.

### La riscoperta
La cometa Tempel 1 venne riscoperta 13 orbite più tardi, negli anni 1960 (come 9P/1967 L1, 1966 VII), dopo che l'astronomo inglese Brian G. Marsden ebbe effettuato calcoli più precisi della sua orbita, tenendo conto delle perturbazioni dovute a Giove. Marsden calcolò che i passaggi ravvicinati con Giove avvenuti nel 1941 (0,41 UA) e nel 1953 (0,77 UA) avevano fatto diminuire sia la distanza del perielio che il periodo orbitale a valori più piccoli rispetto a quelli posseduti dalla cometa al momento della scoperta (rispettivamente 5,84 e 5,55 anni). Tali passaggi ravvicinati hanno portato la cometa Tempel 1 nell'orbita attuale, che si trova in risonanza orbitale 1:2 con Giove. Malgrado le previsioni per il ritorno fossero sfavorevoli, nel 1967 Elizabeth Roemer del Catalina Observatory svolse una ricerca fotografica mirante all'individuazione della cometa. Il primo controllo non rivelò nulla, ma nell'esposizione dell'8 giugno 1968 (la Tempel 1 aveva passato il perielio in gennaio) era presente l'immagine di un oggetto diffuso della 18ª magnitudine, molto vicino alla posizione della cometa predetta da Marsden. Sfortunatamente, una singola immagine non permette di calcolare un'orbita, quindi si dovette attendere il ritorno successivo.
La Roemer riscoprì la cometa assieme a L. M. Vaughn l'11 gennaio 1972 dall'Osservatorio Steward (9P/1972 A1, 1972 V, 1972a). Nel 1972 la cometa divenne facilmente osservabile, raggiungendo a maggio la luminosità massima con magnitudine 11. Venne osservata fino al 10 luglio. Da allora la cometa è stata osservata ad ogni apparizione: nel 1978 (1978 II, 1977i), nel 1983 (1983 XI, 1982j), nel 1989 (1989 I, 1987e1), nel 1994 (1994 XIUX, 1993c), nel 2000 e nel 2005. Il periodo orbitale attuale è di 5,51 anni.
La Tempel 1 non è una cometa luminosa; finora non ha mai superato l'undicesima magnitudine, ben lontano dal limite di visibilità ad occhio nudo. In base a misure ottenute in luce visibile con il telescopio spaziale Hubble e nell'infrarosso con il Telescopio spaziale Spitzer, si è calcolato che le sue dimensioni siano di 14x4 km. Combinando queste osservazioni si è ottenuto un'albedo del 4% e un periodo di rotazione di due giorni.

## La missione spaziale Deep Impact

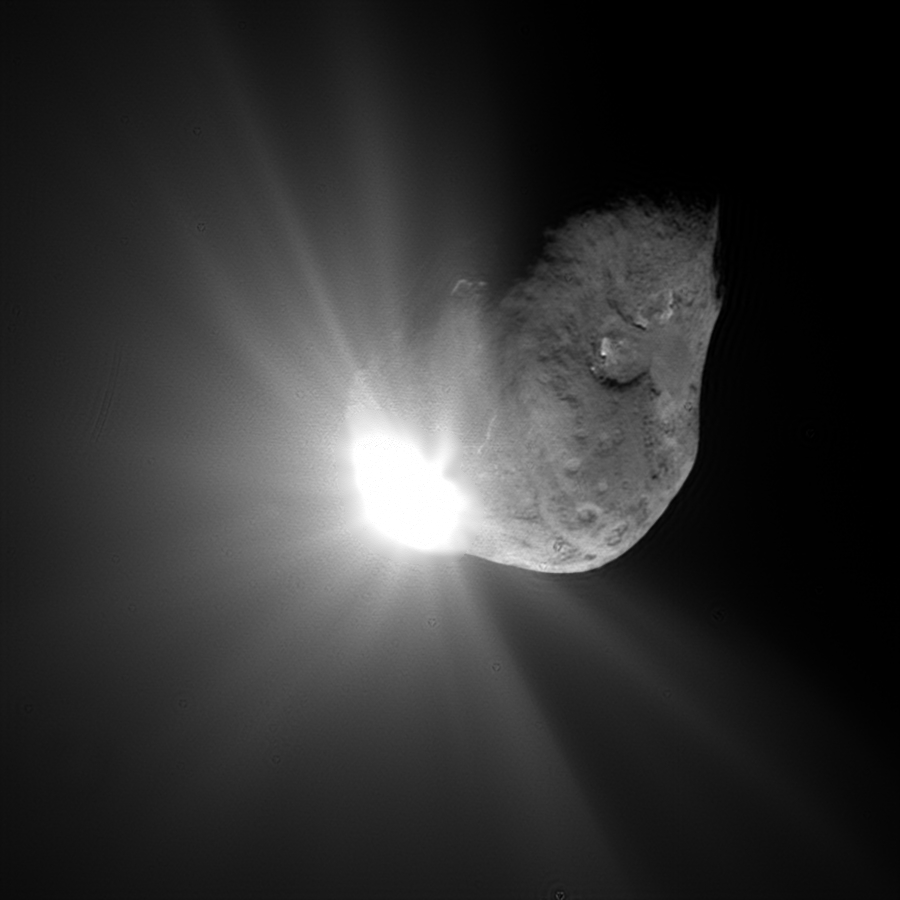
La Tempel 1 dopo l'impatto con il proiettile della Deep Impact

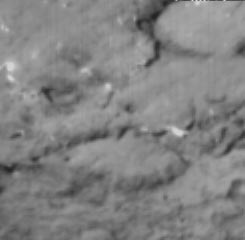
Dettaglio di formazioni simili a crateri sulla cometa Tempel 1 in un'immagine scattata dall'impattatore di Deep Impact.

Il 4 luglio 2005, un giorno prima del perielio, alle 05:52 UTC la sonda Deep Impact della NASA ha colpito la cometa Tempel 1 con un proiettile impattatore. Osservazioni dalla Terra e con i telescopi spaziali hanno mostrato un aumento di alcune magnitudini dopo l'impatto.
Il cratere che si è formato ha un diametro che raggiunge i 200 metri ed una profondità di 30-50 metri. Lo spettrometro del telescopio ha rilevato particelle di polvere più fini di un capello umano ed ha scoperto la presenza di silicati, carbonati, smectite, solfuri metallici (come la pirite), carbonio amorfo e idrocarburi policiclici aromatici.

La Tempel 1 è stata nuovamente visitata il 14 febbraio 2011 dalla sonda Stardust nell'ambito della missione Stardust-NExT. L'estensione della missione è stata approvata nell'intenzione di osservare in modo migliore il cratere creato dalla Deep Impact. La Tempel 1 è stata la prima cometa ad essere visitata due volte da una sonda spaziale. Dopo la missione, la sonda è andata definitivamente fuori servizio.